# Franz Wieser
Franz Wieser es un deportista alemán que compitió en vela en la clase Flying Dutchman. Ganó una medalla de bronce en el Campeonato Mundial de Flying Dutchman de 1987.

## Palmarés internacional
| \| Campeonato Mundial \| Campeonato Mundial \| Campeonato Mundial \| Campeonato Mundial \| \| Año \| Lugar \| Medalla \| Clase \| \| ------------------ \| ------------------ \| ------------------ \| ------------------ \| \| 1987 \| Kiel (RFA) \| Medalla de bronce \| Flying Dutchman \| |            |                   |                 |
| Campeonato Mundial |            |                   |                 |
| Año | Lugar      | Medalla           | Clase           |
| 1987 | Kiel (RFA) | Medalla de bronce | Flying Dutchman |